# William Robinson (nadador)
William Robinson (23 de junio de 1870 - 4 de julio de 1940) fue un nadador británico proveniente de Airdrie (Escocia) que compitió en los Juegos Olímpicos de 1908 en Londres.
Robinson fue subcampeón olímpico en natación en los Juegos Olímpicos de 1908 en Londres. Ganó la medalla de plata en los 200 metros braza por detrás de su compatriota Frederick Holman.
Con esta medalla de 1908, conseguida a los 38 años de edad, entró en el Libro Guinness de los récords al ser el nadador de mayor edad en conseguir una medalla olímpica. Mantuvo este récord durante 100 años, hasta el 2008, cuando Dara Torres le arrebató el récord, tras conseguir una medalla olímpica a la edad de 41 años, durante los Juegos Olímpicos de Pekín 2008.

## Palmarés olímpico
| Juegos Olímpicos | Juegos Olímpicos      | Juegos Olímpicos | Juegos Olímpicos |
| Año              | Lugar                 | Medalla          | Prueba           |
| ---------------- | --------------------- | ---------------- | ---------------- |
| 1908             | Londres ( Inglaterra) | Medalla de plata | 200 metros braza |